# Margareta av Skottland (helgon)
Margareta av Skottland eller Margareta av Wessex, född cirka 1045 i Ungern, död 16 november 1093 i Edinburgh, var såsom hustru till kung Malcolm III av Skottland Skottlands drottning. Hon var Edgar Æthelings syster. Romersk-katolska kyrkan vördar henne som helgon, och hennes festdag infaller på dagen för hennes död, den 16 november.

## Biografi
Margareta var dotter till den engelske prinsen Edvard Landsflyktingen, som var son till Edmund Järnsida. Hon föddes troligtvis i Ungern, dit hennes far Edvard Landsflyktingen hade måst fly undan Knut den stores förföljelser. Hennes mor Agathas härkomst är omtvistad; hon var släkt med de ungerska kungarna, antingen en ättling till den tysk-romerska kejsaren Henrik III eller dotter till Jaroslav I av Kiev.
Då Edvard Bekännaren fick veta att Edvard Landsflyktingen levde återkallade han honom till England och gjorde honom till sin tronarvinge, men Edvard Landsflyktingen dog en kort tid därefter. Då även kung Edvard Bekännaren dog 1066, bodde Margareta i England där hennes bror, Edgar Ætheling, hade bestämt sig för att göra anspråk på den vakanta tronen. Efter normandernas erövring av England beslutade sig Margaretas mor Agatha att lämna Northumberland med sina barn och återvända till kontinenten, men en storm förde skeppet till Skottland där de sökte skydd hos kung Malcolm III av Skottland. Malcolm var änkeman och blev betagen av Margaretas skönhet. Giftermålet mellan Malcolm och Margareta ägde snart rum, och följdes av ett flertal invasioner av Northumberland av den skotske kungen, troligtvis som stöd för svågern Edgar. Detta gav dock inget resultat, utan orsakade förstörelse av landsdelen.
Mer betydelsefulla var de effekter denna allians gav på den skotska historien. En ansenlig del av det gamla northumbriska riket hade minskats av skotska kungar under det föregående århundradet, men fram till denna tid hade den engelska befolkningen litet inflytande över makten i riket. Malcolms gifte förbättrade utan tvivel engelsmännens situation till stor del och under Margaretas söner, Edgar, Alexander I och David I, blev det skotska hovet anglifierat. Margareta var djupt religiös och såg till byggandet av kyrkor och bevarandet av reliker. Hon återuppbyggde Ionaklostret, och bekostade en gratis färja och boende för pilgrimer som kom för att besöka Sankt Andreas helgedom. Hon gav rikliga allmosor och betalade lösesummor för engelska gisslan som tillfångatagits av skottar.
Maken Malcolm och deras äldste son Edvard dödades i en strid mot engelsmännen den 13 november 1093. Sonen Edmund tvingades berätta för modern om dödsfallen. Margareta var sjuk och dog 16 november 1093, endast tre dagar efter makens och den äldste sonens död.

## Barn
Margareta och Malcolm fick åtta barn, sex söner och två döttrar:
1. Edvard av Skottland, dödad 1093.
2. Edmund I av Skottland
3. Ethelred, earl av Fife
4. Edgar I av Skottland
5. Alexander I av Skottland
6. David I av Skottland
7. Edith av Skottland, även kallad Matilda, gift med  Henry I av England
8. Mary av Skottland, gift med Eustace III av Bologne

## Helgonförklaring
Margareta kanoniserades 1251 av Innocentius IV tack vare sina stora gåvor till kyrkan. Den romersk-katolska kyrkan höll tidigare 10 juni som hennes festdag, men datumet ändrades till 16 november i den liturgiska reformen 1972.